# Verwerhoek

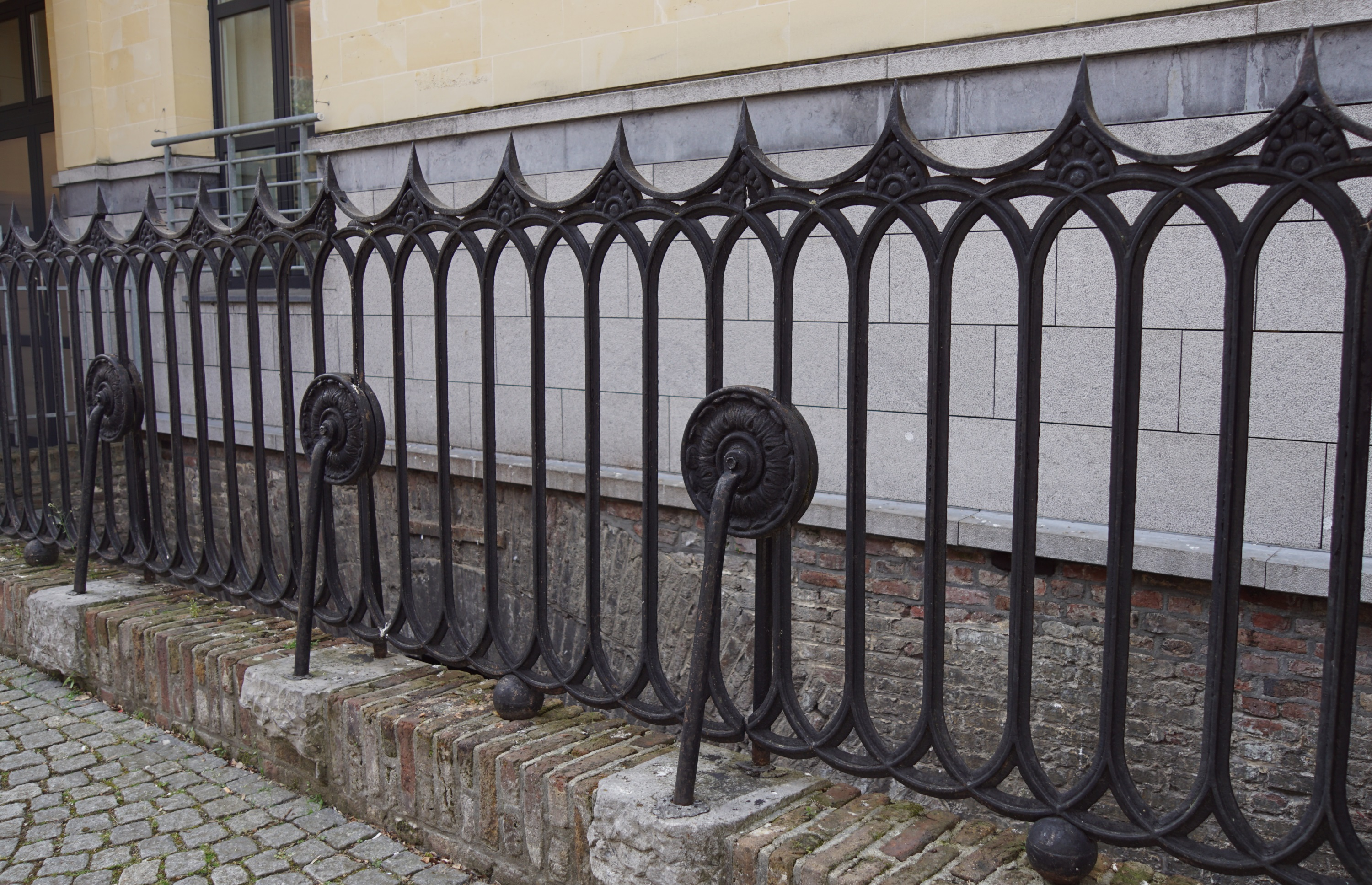
Hekwerk oude Sint Servaasbrug (2019)

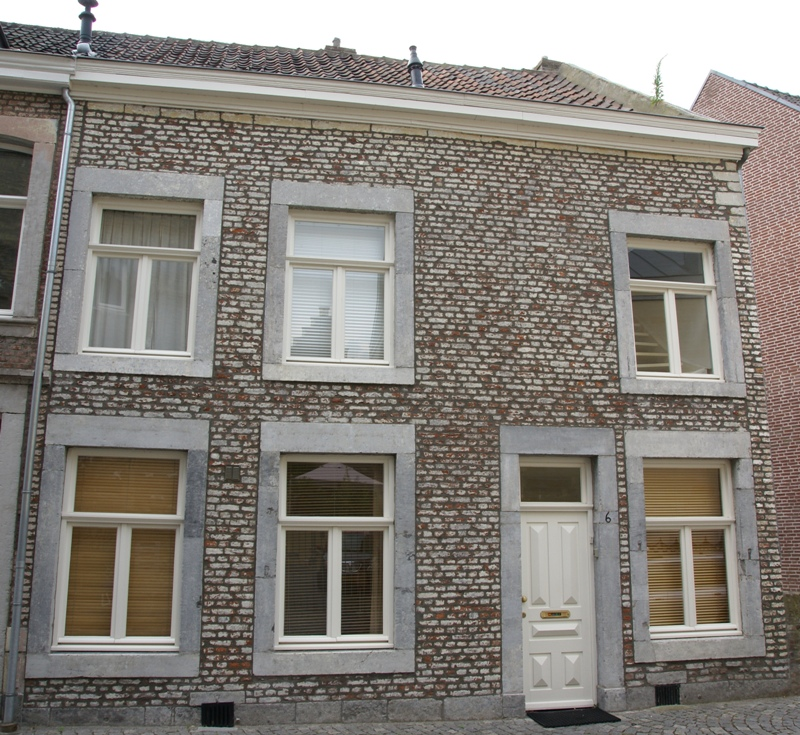
Verwerhoek 6 (2010)

De Verwerhoek {Maastrichts: Ververshook) is een 75 meter lange straat in het Jekerkwartier van de Nederlandse stad Maastricht, een zuidelijke zijstraat van de Lenculenstraat die eindigt op de binnenzijde van de eerste stadsmuur van Maastricht. De straat sluit aan op het Klein Grachtje dat linksaf langs de muur naar Achter de Molens loopt.
De naam is ontstaan in de eerste helft van de 15e eeuw en duidt op lakenververs en -wevers. Voor hun beroep hadden ververs redelijk schoon, stromend water nodig; vlak voor de stadsmuur kruist de Verwerhoek een van de drie binnenstedelijke Jekertakken. 
Enkele rijksmonumenten in de straat zijn nummer 6 (een monumentaal woonhuis uit Naamse steen) en nummer 40 (resten van de stadsmuur van na 1229). In de muur bevond zich tot circa 1910 een armenhuis, zoals ook elders aan het Lang Grachtje en het Klein Grachtje. Ook is er een stuk van de 19e-eeuwse gietijzeren balustrade van de oude Sint Servaasbrug te vinden.

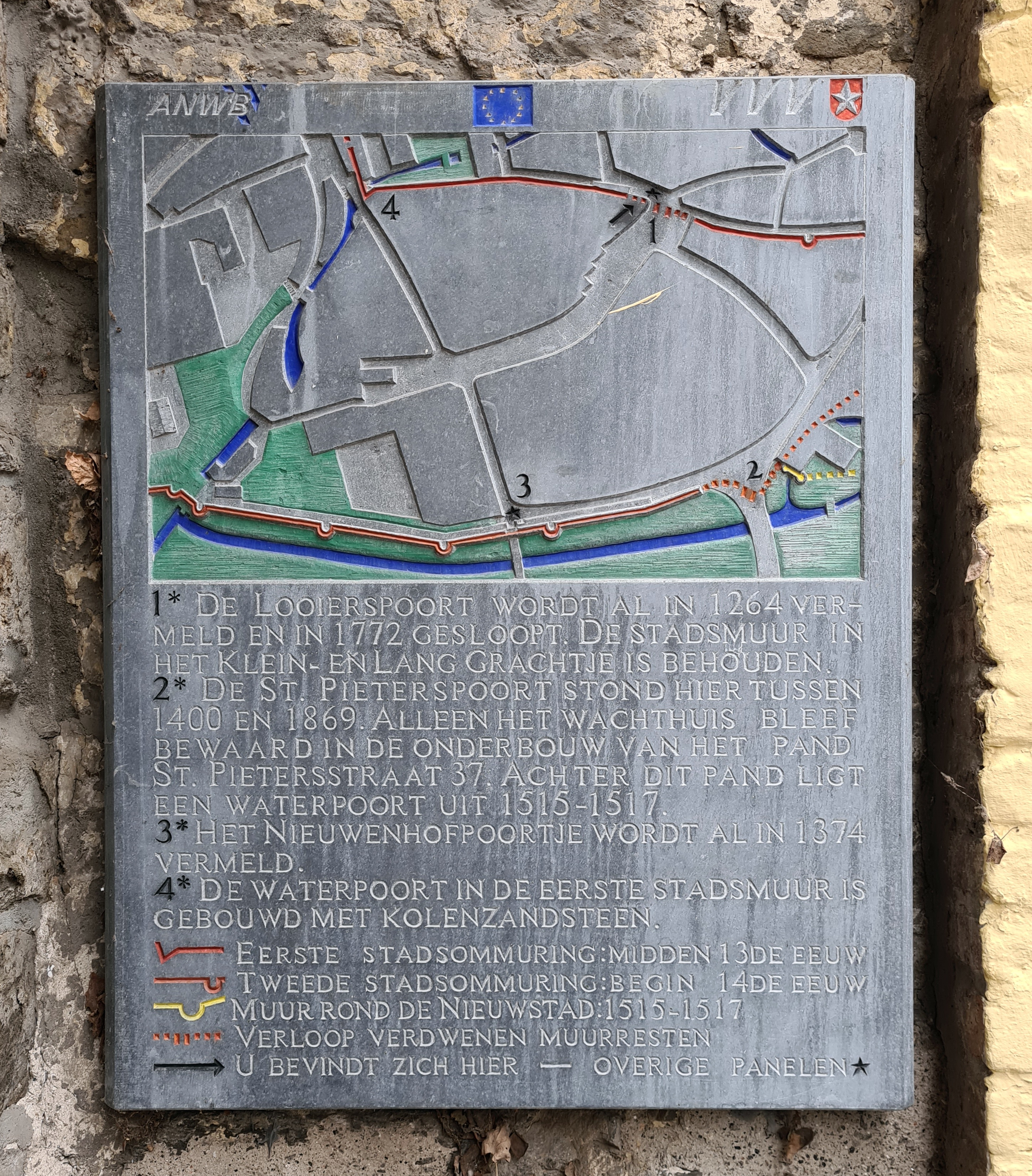
Onder het EU-logo is het einde van de Verwerhoek te zien met de kruisende Jeker. Langs de rode lijn van de stadsmuur loopt het Klein Grachtje dat na de Looierspoort het Lang Grachtje wordt.

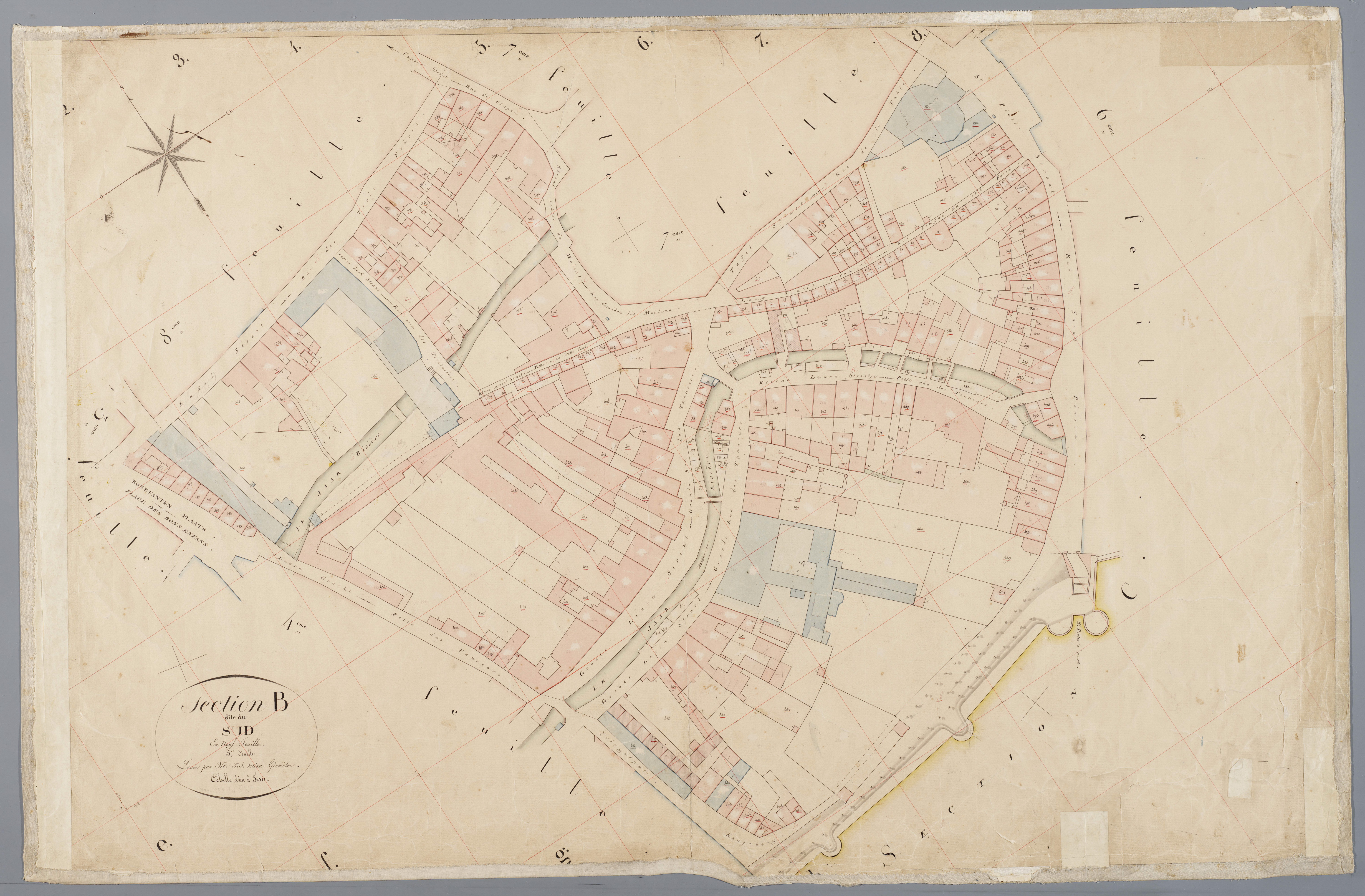
Nederlands- en Franstalige kadasterkaart uit de jaren 1820. De kaart is iets gekanteld, het noorden is linksboven. Daar loopt de Lenculenstraat, aangegeven als Enkel Straat, met halverwege de Verwer hoek Straat.